# Josep Bartolí
Josep Bartolí i Guiu (Barcellona, 30 giugno 1910 – New York, 3 dicembre 1995) è stato un pittore, disegnatore e scrittore spagnolo.
Ha combattuto nella guerra civile spagnola e ha pubblicato una raccolta di disegni sul periodo che ha passato come rifugiato nei campi di concentramento francesi. Nel 2020 viene distribuito Josep, un film d'animazione cinematografico diretto dal fumettista francese Aurel, che descrive la vita nei campi di concentramento di Josep Bartolí.

## Biografia
Nel 1936 Bartolí, catalano e attivo sindacalista, contribuì a fondare il sindacato dei disegnatori, affiliato alla Unione Generale dei Lavoratori. In seguito, durante la guerra civile spagnola, divenne commissario politico del Partito Operaio di Unificazione Marxista, e più tardi prese parte allo scontro armato nell'Aragona, in un'unità del Partito Comunista Catalano. Nel febbraio del 1939, poco prima della fine della guerra, si rifugiò nel sud della Francia, dove per circa due anni rimase recluso transitando per sette diversi campi di concentramento, compreso quello di Bram, dal quale riuscì infine a fuggire. Raggiunse quindi Parigi, dove lavorò come costumista e scenografo. In seguito venne arrestato dalla Gestapo vicino a Vichy, ma riuscì nuovamente a fuggire saltando dal treno che avrebbe dovuto trasferirlo al campo di concentramento di Dachau. Da Marsiglia s'imbarcò per Tunisi, e da lì raggiunse prima Orano e poi Casablanca, da dove infine riparò in Messico nel 1943.
Mentre era in Messico, nel 1944, pubblicò la sua prima raccolta di disegni sulla vita nei campi francesi. A Città del Messico si riunì ai circa 20 000 rifugiati spagnoli, e partecipò attivamente alla scena artistica locale, diventando amico di Diego Rivera e intrecciando un'intensa relazione sentimentale con Frida Kahlo. Nel 1946 si trasferì a New York, dove lavorò come sceneggiatore, artista e scrittore, collaborando con l'Holiday magazine e il supplemento The Reporter del The Saturday Evening Post. Lavorò come scenografo per film storici di Hollywood, fino a quando non finì nelle liste nere del maccartismo. 
Non tornò in Spagna fino a dopo la morte di Franco, nel 1977. Morì a New York nel 1995, lasciando la moglie Bernice Bromberg, che aveva conosciuto nel 1958.